# Das Geheimnis von Marrowbone
Das Geheimnis von Marrowbone (Originaltitel: Marrowbone) ist ein spanischer Spielfilm aus dem Jahr 2017, bei dem Sergio G. Sánchez Regie führte und auch das Drehbuch verfasste. Der Film ist eine Mischung aus Horrorfilm und Familiendrama.

## Handlung
1968 bringt Rose Fairbairn ihre vier Kinder (Jack, Jane, Billy und Sam) aus England in ihr Elternhaus, der Marrowbone Residence, im ländlichen Maine. Sie fordert sie auf, ihre Vergangenheit hinter sich zu lassen und neue Erinnerungen zu schaffen. Sie erklärt außerdem, dass sie den Nachnamen „Fairbairn“ ablegen und sich stattdessen nach Roses Geburtsnamen „Marrowbone“ nennen werden. Alles läuft gut und die Kinder freunden sich mit der einheimischen Allie an. Allerdings verschlechtert sich Roses Gesundheitszustand und sie stirbt. Kurz vor ihrem Tod überlässt sie ihrem ältesten Sohn Jack eine Geldkassette und nimmt ihm das Versprechen ab, sich um seine Geschwister zu kümmern. Sie sollen sie auf dem Grundstück begraben und ihren Tod verschweigen, bis Jack 21 Jahre alt ist und damit gesetzlicher Vormund seiner Geschwister werden kann. Kurze Zeit später taucht der Mann auf, vor dem die Familie geflohen war.
Sechs Monate später wohnen die Geschwister immer noch im Haus. Alle Spiegel sind versteckt oder abgedeckt, um sie vor einem „Geist“ im Dachboden zu schützen. Von den Geschwistern besucht nur Jack die örtliche Stadt, um sich um alles Notwendige zu kümmern. Er wirbt um Allie, die jetzt Bibliotheksangestellte ist, hält aber auch ihr gegenüber seine Vergangenheit geheim.
Tom Porter, der Anwalt der Stadt, teilt Jack mit, dass er vorbeikommen wird, um die 200-Dollar-Gebühr und Roses Unterschrift einzuholen, damit das Anwesen ordnungsgemäß ihr gehört. Verzweifelt auf der Suche nach Geld und in Panik, dass Tom das Geheimnis von Roses Tod entdecken könnte, schmieden die Geschwister einen Plan. Sie tun so, als sei ihre Mutter zu krank, um Tom persönlich zu treffen. Jack übergibt dem Anwalt die 200 Dollar selbst und Jane fälscht Roses Unterschrift.
Nach mehreren Vorfällen glauben die Geschwister, dass der „Geist“ zurück sei, weil sie das „verfluchte“ Geld ihres Vaters verwendet hatten. Billy „gibt das Geld zurück“, indem er auf das Dach klettert und die Kiste mit dem Rest des Geldes durch den Schornstein auf den Dachboden wirft. Sam schleicht sich in Roses altes Zimmer, in dem alle Spiegel aufbewahrt werden, sieht den „Geist“ in einem Spiegel und ist traumatisiert. An diesem Punkt wird enthüllt, dass der „Geist“ ihr mörderischer Vater war, der, nachdem er sie in Amerika gefunden und er auf ihrem Grundstück aufgetaucht war, auf dem Dachboden eingemauert und dem Verhungern überlassen wurde. Jane schlägt vor, ihn ordnungsgemäß zu begraben, aber Jack lehnt die Idee ab.
Am anderen Ende der Stadt versucht Tom Porter Allie zu überreden, mit ihm nach New York zu gehen, wo er einen neuen Job bei einer großen Anwaltskanzlei antreten soll und ein Leben mit ihr beginnen möchte. Nachdem Allie seine Annäherungsversuche entschieden zurückweist, gibt er ihr einen Ordner mit Zeitungsausschnitten über die Vergangenheit der Familie Marrowbone. Aus den Inhalten geht hervor, dass Jacks Vater, Simon Fairbairn, ein berüchtigter Raubmörder war, der angeblich auch seine Tochter Jane vergewaltigt und geschwängert hatte. Fairbairn wurde – auch aufgrund einer Aussage seines Sohnes Jack gegen ihn – vor Gericht zu einer Gefängnisstrafe verurteilt, konnte von dort aber entfliehen. 
Jane entdeckt im Haus, wie ein Waschbär angegriffen und auf den Dachboden gezerrt wird und ist überzeugt, dass Simon noch lebt. Das bestätigt sich, als Billy die Kiste mit dem Geld zurückholen will. Er entkommt Simons Angriff nur knapp und ohne das Geld. Billy berichtet, dass der Dachboden mit Tierknochen übersät sei, weil sich der totgeglaubte Vater von Tauben und Waschbären ernährt. Als Jack ohnmächtig wird und einen Anfall bekommt, will Jane Allie zu Hilfe holen und ihr die Wahrheit sagen. Die Geschwister vereinbaren ein Treffen mit Allie an dem abgelegenen Ort am Strand, an dem sie und die Geschwister sich zum ersten Mal getroffen haben, doch Allie findet nur deren Tagebuch.
Daraus geht hervor, dass Jack seine Geschwister auf dem Dachboden eingesperrt hat, um sie zu beschützen, als Simon das Haus vor sechs Monaten fand. Er versuchte, Simon die Geldkassette zurückzugeben, wurde aber von seinem rachsüchtigen Vater bewusstlos geschlagen. Als Jack wieder zur Besinnung kam, kehrte er ins Haus zurück, musste jedoch feststellen, dass Simon durch den Schornstein auf den Dachboden gelangt war und seine Geschwister ermordet hatte. Nachdem er den Dachboden zugemauert hatte, bereitete sich der traumatisierte Jack darauf vor, Selbstmord zu begehen, aber aufgrund seiner großen Trauer und der Kopfverletzung vom Kampf mit seinem Vater glaubte er, dass seine Geschwister noch am Leben seien. Im Einklang mit den Wünschen seiner verstorbenen Mutter begann Jack, „neue Erinnerungen zu sammeln“. Er versteckte alle Spiegel im Haus, um sich nicht daran zu erinnern, dass er allein ist, und entwickelte eine multiple Persönlichkeit, in der seine jüngeren Geschwister wieder Gestalt annahmen. 
Nachdem Allie die Wahrheit erfahren hat, geht sie zum Marrowbone-Haus und findet dort Jacks verschiedene Persönlichkeiten vor, die miteinander streiten. Sie versucht, ihn aus der Situation herauszuholen, aber er will den Tod seiner Geschwister nicht akzeptieren. Allie geht auf den Dachboden, wo sie den schwer verletzten Tom Porter findet: Porter war durch einen der Zeitungsberichte darauf aufmerksam geworden, dass das von Fairbairn erbeutete Geld nicht gefunden wurde. Da er dringend Geld benötigte, um sich in einer Kanzlei einkaufen zu können, begab er sich zum Marrowbone-Haus, um es zu durchsuchen. Dabei schlug Porter auch die Mauer zum Dachboden ein und entdeckte dort die mumifizierten Leichen der drei Kinder, bevor er selbst von Simon Fairbairn überwältigt wurde. Allie provoziert Fairbairn, sich zu zeigen, woraufhin sie von ihm angegriffen wird. Jack gelangt durch ihre Hilferufe langsam in die Realität zurück, eilt auf den Dachboden und erschießt seinen Vater.
Allie beschließt, sich um Jack zu kümmern, nachdem er nach zwölf Wochen aus einer psychiatrischen Klinik entlassen wird. Sie missachtet die Empfehlung des Arztes, sicherzustellen, dass Jack seine Medikamente einnimmt, damit die Persönlichkeiten seiner jüngeren Geschwister nicht länger in seiner gebrochenen Psyche vorherrschen. Sie weiß, dass Jack glücklicher ist, wenn er glaubt, dass seine Geschwister gesund und munter sind. Er kann sie immer noch auf dem Feld spielen sehen.

## Kritiken
Das Lexikon des internationalen Films schrieb: „Ein atmosphärischer Horrorfilm, der sorgfältig die Beziehung unter den Geschwistern zeichnet und dank seiner begabten Jungdarsteller und viel Gespür für die Inszenierung des Schauplatzes subtilen, aber nachhaltigen Schrecken verbreitet.“
Antje Wessels von Filmstarts urteilte: „Die stilsicher inszenierte und gut besetzte Gruselmär „Das Geheimnis von Marrowbone“ ist kein grobschlächtiger Geisterhaus-Schocker, sondern eine dramatische Familiengeschichte mit einer Handvoll soliden Horroreffekten, in der selbst oft gesehene Wendungen und Motive einen überraschenden Dreh erhalten.“
Andreas Köhnemann wertete für Kino-Zeit: „‚Das Geheimnis von Marrowbone‘ lebt […] von seiner ambivalenten Atmosphäre und den überzeugend interpretierten Empfindungen seines Personals.“ Es ist eine Mischung aus „klassische Spukhaus-Geschichte […] Suspense-Thriller“ und auch „finsteres Fantasy-Märchen.“

## Synchronisation
- Anya Taylor-Joy: Leslie-Vanessa Lill
- Charlie Heaton: Tim Schwarzmaier
- Paul Jesson: Hans-Rainer Müller
- George MacKay: Tobias Kern
- Mia Goth: Maresa Sedlmeir
- Myra Kathryn Pearse: Ulla Wagener
- Kyle Soller: Dominik Auer
- Nicola Harrison: Uta Kienemann-Zaradic
- Matthew Stagg: Louis Veronik
- Tom Fisher: Kai Taschner

## Veröffentlichung
Der Film erschien in Deutschland am 26. Oktober 2018 auf DVD. Die deutsche Fernsehpremiere war am 25. November 2020 auf dem frei empfangbaren Privatsender Tele 5.

## Neuverfilmung
In Südkorea entsteht derzeit (Stand Februar 2024) eine Neuverfilmung unter dem Arbeitstitel The Secret House.